# 지중해 리그
지중해 리그(스페인어: Liga Mediterránea, 카탈루냐어: Lliga Mediterrània) 혹은 지중해의 리그(스페인어: La Liga del Mediterráneo)는 스페인 제2공화국 시절에 스페인 내전 도중 열린 축구 대회였다. 리그는 1937년 초에 진행되었고, 바르셀로나가 우승을 거두었다. 이 리그에 참가한 구단들은 컵대회인 코파 데 라 에스파냐 리브레에도 참가했다. 1938년, 공화파 점령지에서 제2회 지중해 리그를 펼치는 것이 불가능해졌다. 대신 카탈루냐 리그(카탈루냐어: Lliga Catalana)가 열렸고, 이 대회도 바르셀로나가 우승했다.

## 지역 리그
스페인 내전은 1936년 7월에 시작되어 스페인 전국을 분열시켰다. 세비야, 베티스, 도노스티아, 아틀레틱 빌바오, 셀타 비고, 그리고 데포르티보를 비롯한 몇몇 라 리가 구단들은 프랑코 치하에 놓이게 되었다. 그 와중에도 공화파는 3대 주요 도시인 마드리드, 바르셀로나, 그리고 발렌시아와 그 교외지역을 통제 하에 두었다. 스페인 전국이 진영에 따라 분열되면서 라 리가는 중단되었다. 그러나, 1936년 말, 공화파 점령지의 몇몇 지역 리그는 정상적으로 진행되었다. 발렌시아 주와 무르시아 주에서는 동부 리그(Campeonato Levante)를 진행했다. 이 리그에 참가한 구단들로는 발렌시아, 레반테, 힘나스티코, 에르쿨레스, 무르시아, 그리고 카르타헤나가 있었고, 여기서 발렌시아가 승점 13점으로 우승을 차지했다.
카탈루냐 선수권 대회에는 에스파뇰, 바르셀로나, 지로나, 그라노예르스, 사바델, 그리고 바달로나가 참가했다. 마드리드와 아틀레틱 마드리드 모두 카탈루냐 선수권 대회에 참가할 의사를 밝혔지만, 바르셀로나가 이 요청을 거절했다. 에스파뇰이 이 시즌에 승점 14점으로 우승을 차지했다.

## 지중해 리그
공화파 민간 당국은 라 리가의 대안으로 지중해 리그를 조직했다. 이 대회에 본래 동부 선수권 대회와 카탈루냐 선수권 대회에 참가한 12개 구단이 전부 참가할 예정이었다. 그러나, 연고지가 폭격을 당한 에르쿨레스, 무르시아, 그리고 카르타헤나는 불참이 불가피했다. 카탈루냐와 동부의 참가 구단 수를 맞추기 위해 사바델과 바달로나도 빠졌고, 아틀레티코 카스테욘이 4번째 동부 구단으로 참가했다.
마드리드는 공화파 점령지였으나, 마드리드와 아틀레틱 마드리드 모두 지중해 리그에 불참했다. 이들의 불참 사유는 논란의 대상이다. 이들의 불참 이유로 공화파의 내부 갈등과 바르셀로나나 발렌시아보다 전선에 더 가깝기 때문이었다고 집고 있다. 이 리그는 1937년 1월에 시작되어 5월에 종료되었다. 14경기를 치른 후, 패트릭 오코넬의 바르셀로나는 도메네크 발마냐와 주제프 에스콜라를 앞세워 대회 정상에 올랐다. 에스파뇰이 준우승을 차지했고, 프란시스코 브루의 지로나가 3위를 차지했다. 마드리드 소속 시몬 레쿠에를 초청한 발렌시아가 리그를 4위로 마감했고, 레반테가 5위를 차지했다.
2007년 9월 28일, 바르셀로나는 스페인 왕립 축구 연맹에 지중해 리그 우승을 라 리가 우승으로 인정해 달라고 요청했다. 그에 따라 스페인 국회는 스페인 왕립 축구 연맹이 레반테의 코파 데 라 에스파냐 리브레를 코파 델 레이로 우승으로 인정할 것을 촉구했다. 그러나, 스페인 축구의 행정 부서는 아직도 인정할 것인지 결정을 내리지 않았다.

### 리그 순위
| 구단                | 전 | 승 | 무 | 패 | 득 | 실 | 점 |
| ------------------- | -- | -- | -- | -- | -- | -- | -- |
| 바르셀로나          | 14 | 7  | 6  | 1  | 27 | 15 | 20 |
| 에스파뇰            | 14 | 8  | 3  | 3  | 30 | 20 | 19 |
| 지로나              | 14 | 6  | 5  | 3  | 27 | 18 | 17 |
| 발렌시아            | 14 | 7  | 3  | 4  | 32 | 23 | 17 |
| 레반테              | 14 | 5  | 6  | 3  | 30 | 18 | 16 |
| 힘나스티코          | 14 | 3  | 4  | 7  | 18 | 31 | 10 |
| 그라노예르스        | 14 | 2  | 4  | 8  | 17 | 36 | 8  |
| 아틀레티코 카스테욘 | 14 | 0  | 5  | 9  | 7  | 27 | 5  |

출처:

## 리가 카탈라나
1937년 하반기에서 1938년 상반기까지, 공화파의 점거 영역이 줄어들었다. 1937년 11월, 공화파는 테루엘 전투에서 둘로 분열되면서 수도를 발렌시아에서 바르셀로나로 옮겼다. 그에 따라 지중해 리그의 두 번째 시즌은 동부 지역에서 진행할 수 없게 되었다. 대신 카탈루냐 구단들만 참가하는 리가 카탈라나가 조직되었다. 이 대회는 전쟁으로 인해 중단되었지만, 자동적으로 바르셀로나가 우승을 차지했다. 바르사의 패트릭 오코넬은 멕시코와 미국 순회 친선 일정 후에 4명의 선수만 데리고 귀국했다. 이에도 불구하고 바르셀로나는 카탈루냐 선수권 대회와 리가 카탈라나를 동시에 석권했다.

### 리그 순위
| 구단               | 전 | 승 | 무 | 패 | 득 | 실 | 점 |
| ------------------ | -- | -- | -- | -- | -- | -- | -- |
| 바르셀로나         | 17 | 14 | 1  | 2  | 86 | 26 | 29 |
| 산츠               | 16 | 10 | 3  | 3  | 66 | 37 | 23 |
| 라벤츠 델 스포르트 | 16 | 8  | 2  | 6  | 39 | 33 | 18 |
| 에스파뇰           | 16 | 6  | 6  | 4  | 44 | 44 | 18 |
| 에우로파           | 16 | 7  | 3  | 6  | 47 | 39 | 17 |
| 마르티넹크         | 16 | 7  | 2  | 7  | 39 | 34 | 16 |
| 주피테르           | 17 | 4  | 2  | 11 | 25 | 76 | 10 |
| 바달로나           | 16 | 4  | 2  | 10 | 47 | 50 | 10 |
| 일루로             | 16 | 2  | 3  | 11 | 31 | 55 | 7  |
| 만레사             | 2  | 0  | 0  | 2  | 4  | 14 | 0  |

출처:

## 참고 문헌
- Morbo: The Story of Spanish Football (2003),  Phil Ball. 서적 링크
- Barça: A People's Passion (1998), Jimmy Burns. 서적 링크